# Splash, Too
Série
Splash
(1984)
Pour plus de détails, voir Fiche technique et Distribution.
Splash, Too est un téléfilm américain réalisé par Greg Antonacci, diffusé en 1988. Il s'agit de la suite télévisée du film Splash sorti 4 ans plus tôt.
Le téléfilm a été diffusé en deux parties dans le cadre de The Disney Sunday Movie les 1er et 8 mai 1988 sur ABC. En France, le téléfilm a été diffusé en deux parties les 24 et 31 mars 1991 dans Disney Parade sur TF1.

## Synopsis
Quatre ans après, Allen Bauer et sa femme sirène Madison vivent sur île déserte méconnue. Mais Allen s'ennuie : Freddie, son frère et la vie new-yorkaise lui manquent. Madison a un pouvoir hydrokinétique qui lui permet de voir et de communiquer à distance en traçant un cercle à la surface de l'eau. Consciente de la tristesse d'Allen, elle lui montre ce qui se passe à New-York. Allen réalise alors que l'entreprise familiale qu'il a laissée à son frère est en fâcheuse posture. Il décide alors de retourner à la civilisation (ce qui contredit la fin du film de 1984, où l'on apprenait que si Allen choisissait la mer, il ne pourrait jamais revenir).

## Fiche technique
Sauf indication contraire, les informations mentionnées dans cette section peuvent être confirmées par les bases de données cinématographiques IMDb et Allociné,  présentes dans la section « Liens externes ».
- Titre original : Splash, Too
- Titre français : Splash Too ou Splash II ou Splash 2[1]
- Réalisation : Greg Antonacci
- Scénario : Bruce Franklin Singer, d'après les personnages créés par Bruce Jay Friedman
- Musique : Joel McNeely
- Direction artistique : Ray Storey
- Décors : David Russell
- Costumes : Karen Bellamy
- Photographie : Fred J. Koenekamp
- Son : William Hooper, William Jacobs, David D. Mouery, David M. Ronne
- Montage : Dennis M. Hill et Bob Wyman
- Production : Mark H. Ovitz
- Sociétés de production : Mark H. Ovitz Productions et Walt Disney Television
- Sociétés de distribution : American Broadcasting Company et {{Disney-ABC Domestic Television}} (États-Unis)
- Budget : n/a
- Pays de production :  États-Unis
- Langue : anglais
- Format : couleur — 35 mm — 1,33:1 (Format 4/3) — son Stéréo
- Genre : comédie, fantastique, romance
- Durée : 87 minutes
- Date de diffusion[2] :
  - États-Unis : 1er mai 1988 (première partie) et 8 mai 1988 (deuxième partie)
  - France : 24 mars 1991 (première partie) et 31 mars 1991 (deuxième partie)

## Distribution
- Todd Waring : Allen Bauer
- Amy Yasbeck : Madison Bauer
- Donovan Scott : Freddie Bauer
- Noble Willingham : Karl Hooten
- Rita Taggart : Fern Hooten
- Mark Blankfield : Dr. Otto Benus
- Doris Belack : Lois Needler
- Timothy Williams : Harvey
- Dody Goodman : Mme Stimler
- Barney Martin : Herb Needler

## Éditions en vidéo
En France et aux États-Unis, le film Splash Too est sorti en VHS en 1988, et a été distribué par Walt Disney Home Video.

## Anecdotes
- Avec un budget de 3,30 million de dollars, Splash Too était la première production à être tournée dans les récents Disney-MGM Studios[6].
- Amy Yasbeck dû porter une perruque blonde tout le long du tournage.
- La distribution a été totalement renouvelée, seule Dody Goodman, avait joué dans le film de 1984.